# Tramvaje KPS série 36–65 (Ostrava)
Tramvaje série 36–65 jsou typem dvounápravové obousměrné tramvaje klasické koncepce, která byla vyráběna Národním podnikem Gottwaldovy závody, První brněnská a Královopolská strojírna Brno (dnes Královopolská, a. s.) pro Společnost moravských místních drah (dnes Dopravní podnik Ostrava, a. s.). Jedná se o poslední vozy vyrobené v ČSSR s bočnicemi obloženými peřejkami.

## Historické pozadí
Od roku 1922 si S.M.M.D. stavěla vozy ve vlastních dílnách. První vozy postavené v roce 1922 byly čtyři náhradní vozy ev. č. 18II–21II za původní vozy stejných čísel vyrobené roku 1905 v Královopolské strojírně. V následujících letech byly motorové vozy stavěny výhradně ve zdejších dílnách až do roku 1932, kdy v těchto dílnách byly vyrobeny poslední vozy S.M.M.D. série 34–35. Dodávky nových vozů v průběhu 30. let 20. století nebyly potřebné, později možnost jejich dodání znemožnilo přeorientování většiny průmyslu na těžký, což znamenalo, že ve většině podniků se musely vyrábět zbraně, obrněná vozidla, atd. Těsně před II. světovou válkou se podařilo objednat nové vozy u Královopolské strojírny, která pak dodala do Ostravy prvních pět vozů.

## Konstrukce
Nové vozy nezapřely vzhledem i konstrukcí svoji blízkou příbuznost s brněnskými vozy KPS série 142–149, kterým se přezdívalo "škodovky". Těmto ostravským vozům se říká "brňáky" pro to, kde byly vyrobeny. Vozová skříň byla tvořená ocelovými profily a dřevěnou kostrou. Meziokenní část byla oplechovaná, spodní část bočnic byla obložená mořenými dřevěnými peřejkami. Okna byla uchycena do kovového rámu. Boční okna v interiéru byla spouštěcí. Střechu tvořily dřevěné palubky, které byly z vnější strany pokryty plátnem, uvnitř vozu byly obloženy bíle natřenými dřevovláknitými deskami. Stěny oddělující plošiny a salón pro cestující byly dřevěné s dvoukřídlými posuvnými dveřmi. Sedadla byla laťková uspořádaná v salónu pro cestující příčně 2+1 a na plošinách podélně. Odpory byly umístěny na střeše vozu. Vzhledovým rozdílem proti brněnským vozům byla pro ostravské tramvaje typická tři čelní okna v jedné rovině. Skříň měla i jednodušší provedení dle brněnských vozů, rohy oken a dveřních otvorů byly hranaté, plošiny byly uzavíratelné dvojdílnými posuvnými dveřmi.
Pojezd byl tvořen dvounápravovým nýtovaným podvozkem s dvojitým odpružením a valivými ložisky umístěnými na nápravách od firmy SKF (u některých vozů byla kluzná ložiska typu Isotermos). Elektrická výzbroj byla od Elektrotechnické továrny a slévárny Praha-Vysočany ČKD, n. p. Motory byly použity TM 60, a stykačové kontroléry P 4 dodaly Moravské elektrotechnické závody, n. p. v Drásově (zkr. MEZ). Kontroléry měly 5+4 jízdní stupně a 7 brzdových. Vozy byly vybaveny ruční a elektrodynamickou brzdou. Dále byly poválečné vozy vybaveny z výroby pantografem ČKD.
U válečných vozů čísel 36–40 byly použity motory BBC GTM 3i, a proti novějším vozům byly z výroby vybaveny ještě lyrovými sběrači.

## Dodávky
V letech 1944–1951 bylo vyrobeno celkem 30 vozů série 36–65.
| Současný stát | Město   | Článek | Výrobce  | Roky dodávek | Počet vozů | Evidenční čísla při dodání | Poznámky                              | Zdroj       |
| ------------- | ------- | ------ | -------- | ------------ | ---------- | -------------------------- | ------------------------------------- | ----------- |
| Česko         | Ostrava | článek | KPS Brno | 1944         | 5 kusů     | 36–40                      | motory GTM 3i, lyrový sběrač z výroby | [ 2 ] [ 3 ] |
| Česko         | Ostrava | článek | KPS Brno | 1947         | 5 kusů     | 41–45                      | motory TM 60, pantograf ČKD           | [ 2 ] [ 3 ] |
| Česko         | Ostrava | článek | KPS Brno | 1948         | 10 kusů    | 46–55                      | motory TM 60, pantograf ČKD           | [ 2 ] [ 3 ] |
| Česko         | Ostrava | článek | KPS Brno | 1951         | 10 kusů    | 56–65                      | motory TM 60, pantograf ČKD           | [ 2 ] [ 3 ] |

## Provoz
Do provozu byly plně nasazeny začátkem 50. let. Již v první polovině padesátých let byly všem vozům dosazeny ukazatele směru. V roce 1964 byly vozy upraveny pro samoobslužný provoz dosazením zvukového a světelného zařízení. Počátkem 70. let 20. století se sjednotil nátěr vozů z krémovo-hnědého na krémovo-červený dle tramvají Tatra. V průběhu 70. let pak byly vozy 36–40 sjednoceny s ostatními dosazením trakčních motorů TM 60 a nahrazením původního lyrového sběrače za nový pantograf. V roce 1976 se ukončil provoz dvounápravových vozů ve městě Ostrava, a tak byly vypravovány jen na příměstské linky Přívoz–Hlučín, Svinov–Klimkovice a Poruba–Kyjovice-Budišovice. Po zrušení provozu s průvodčími byly u těchto vozů v roce 1978 demontovány zástěny za kabinami řidiče pro bezpeněžní styk. K 1. prosinci 1982 byl ukončen provoz trati Přívoz–Hlučín, krátce na to byla rokem 1985 rekonstruována trať mezi Porubou a Kyjovicemi-Budišovicemi, po níž bylo možné na ni nasadit širší rekonstruované vozy Tatra T2R. Po této náhradě starých vozů dosluhovaly v nočním provozu. Tramvaje Tatra T2R pak spolu s postupným rušením meziměstských tramvajových linek znamenaly pro tyto "brňáky" definitivní konec v roce 1986, kdy byly vyřazeny poslední dva z linky 5. Zajímavostí z doby 1. poloviny 80. let 20. století je, že vozům ev. č. 41, 46 a 55 byla vyztužena vozová skříň a úprava čel v podobě velkého okna namísto původních tří, což také výrazně pomohlo ke zpevnění karoserie.

## Historické vozy
| Původní provoz | Evidenční číslo | Současný majitel | Rok výroby | Historický od roku | Poznámky                                              | Zdroj |
| -------------- | --------------- | ---------------- | ---------- | ------------------ | ----------------------------------------------------- | ----- |
| Ostrava        | 50              | DPO              | 1948       | 1987               | renovován v roce 1991 do stavu ze 60. let 20. století | [ 5 ] |
| Ostrava        | 56              | TMB              | 1951       | 1985               | ve stavu po vyřazení, nerenovován                     | [ 6 ] |

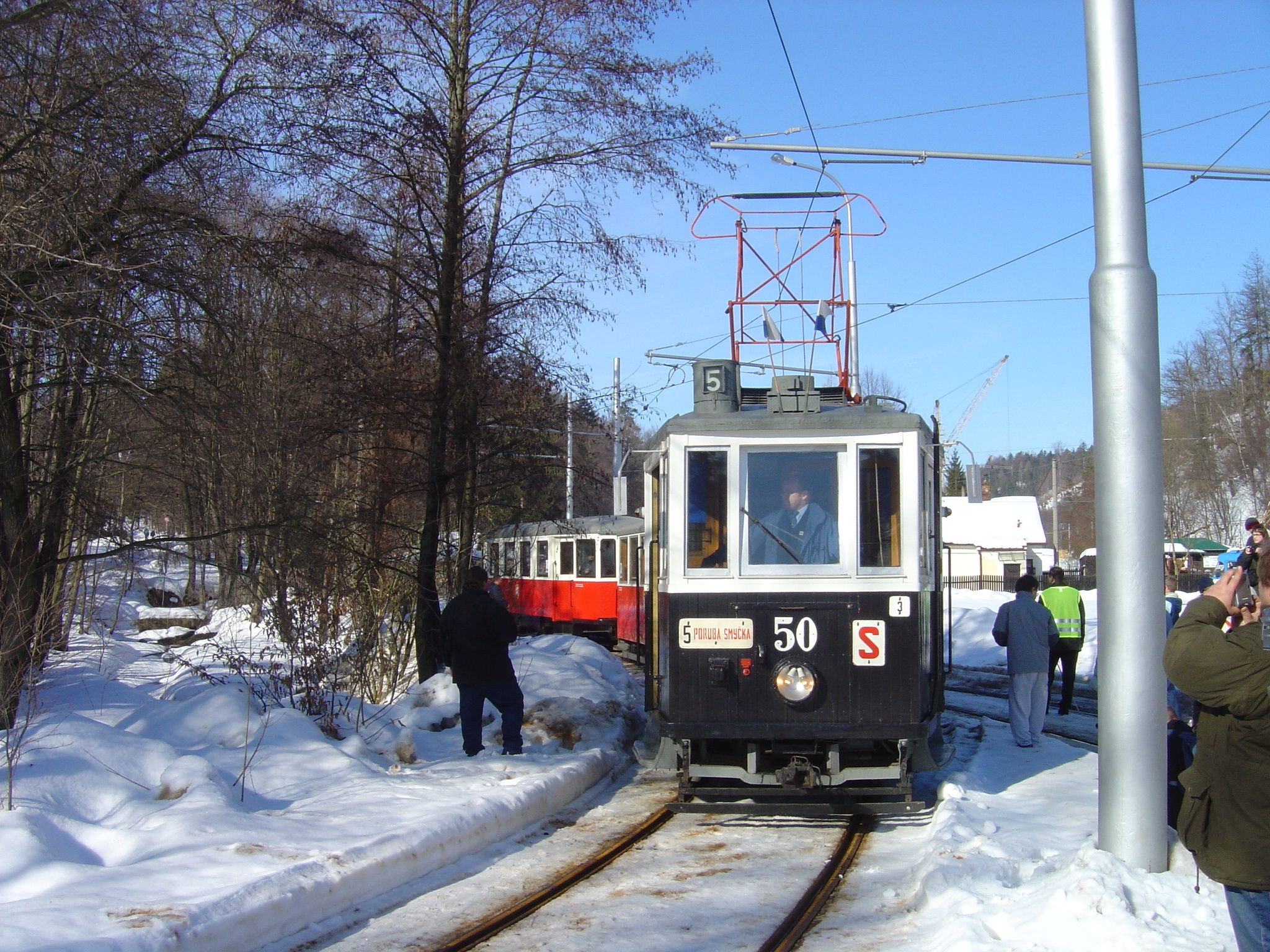
Tramvaj ev. č. 50 při dni otevřených dveří v roce 2006
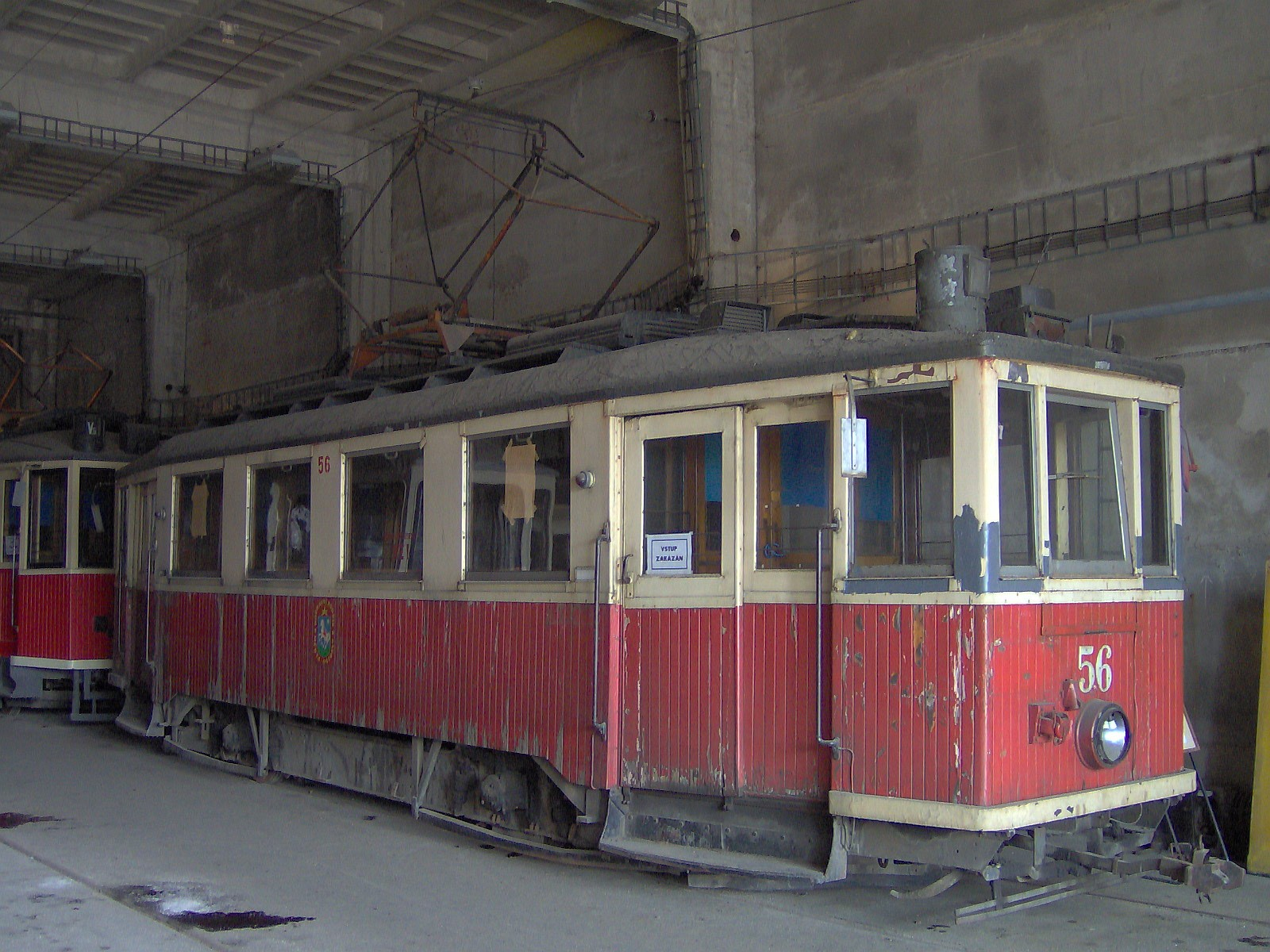
Tramvaj ev. č. 56 v depozitáři TMB v Líšni